# Burning Heart
Burning Heart ist ein Lied von Survivor aus dem Jahr 1985, das von Jim Peterik und Frankie Sullivan geschrieben wurde. Es ist Teil des Soundtracks zum Film Rocky IV – Der Kampf des Jahrhunderts.

## Geschichte
Burning Heart wurde in den USA im Oktober 1985 veröffentlicht – in anderen Staaten erfolgte die Veröffentlichung später – und erreichte in der Schweiz und in Belgien Platz eins der Charts. In Frankreich wurde das Lied mit der Goldenen Schallplatte ausgezeichnet.
Das Lied ist 3:51 Minuten lang und erschien auf dem Rocky-IV-Soundtrackalbum. Auf der B-Seite der Single befindet sich das Lied Feels Like Love.
Das Lied wurde besonders von der Problematik des Kalten Kriegs inspiriert, was an Textstellen wie „Is it East versus West?“ oder „Can any Nation stand alone?“ deutlich wird. Damit passt der Song zur Handlung von Rocky IV, denn hier wird der Konflikt, der die kommunistische Sowjetunion und die kapitalistischen USA spaltet, von Rocky und Ivan Drago im Boxring ausgetragen. Dies wird von Rocky im Film am Ende des Kampfes noch einmal in aller Deutlichkeit gezeigt, als er in seiner Ansprache nach dem Kampf meint, es sei ihm lieber, wenn zwei im Boxring auf Leben und Tod kämpfen, als wenn das Tausende draußen auf dem Schlachtfeld tun.
Nach dem Ausstieg von Jimi Jamison, der das Lied gesungen hatte, aus der Band im Jahre 1993 veröffentlichte dieser das Lied nochmals 1999 auf seinem Album Empires.

## Musikvideo
Der Großteil des Musikvideos zeigt Ausschnitte aus einem Survivor-Konzert, dazwischen sieht man auch einige Szenen aus dem Rocky-IV-Film.

## Chartplatzierungen
| ChartsChartplatzierungen       | Höchstplatzierung | Wochen |
| ------------------------------ | ----------------- | ------ |
| Deutschland (GfK)              | 6 (17 Wo.)        | 17     |
| Österreich (Ö3)                | 6 (14 Wo.)        | 14     |
| Schweiz (IFPI)                 | 1 (14 Wo.)        | 14     |
| Vereinigte Staaten (Billboard) | 2 (22 Wo.)        | 22     |
| Vereinigtes Königreich (OCC)   | 5 (12 Wo.)        | 12     |

| ChartsJahrescharts (1986)      | Platzierung |
| ------------------------------ | ----------- |
| Deutschland (GfK)              | 30          |
| Schweiz (IFPI)                 | 15          |
| Vereinigte Staaten (Billboard) | 8           |

## Auszeichnungen für Musikverkäufe
| Land/Region                  | Auszeichnungen für Musikverkäufe (Land/Region, Auszeichnung, Verkäufe) | Verkäufe |
| ---------------------------- | ---------------------------------------------------------------------- | -------- |
| Frankreich (SNEP)            | Gold                                                                   | 500.000  |
| Italien (FIMI)               | Gold                                                                   | 50.000   |
| Vereinigtes Königreich (BPI) | Gold                                                                   | 400.000  |
| Insgesamt                    | 3× Gold ·                                                              | 950.000  |

## Coverversionen
Der Titel fand kaum Interesse für Coverversionen. Nur in geringem Maße wurden Teile daraus gesampelt.
- 2003: Seventh Avenue
- 2018: Bonfire
- 2023: Tommy Johannson